# 三足三刺鲀
三足三刺鲀（学名：Tripodichthys blochii）为輻鰭魚綱魨形目鱗魨亞目三棘鲀科三足三刺鲀属的鱼类，俗名布氏三刺鲀，為熱帶海水魚，分布于新加坡到新几内亚诸岛附近的海内、以及中国南海和台湾岛等海域，棲息深度可達50公尺，體長可達15公分，棲息在沿海沙泥底質水域，以底棲性無脊椎動物為食，生活習性不明，可作為食用魚。该物种的模式产地在新加坡。